# جايسون كانليف
جايسون كانليف (بالإنجليزية: Jason Cunliffe)‏ (23 أكتوبر 1983 بهاغاتنيا في الولايات المتحدة - ) هو لاعب كرة قدم أمريكي في مركز الهجوم. شارك مع منتخب غوام لكرة القدم. أما مع النوادي، فقد لعب مع Guam Shipyard ‏ وRovers FC (Guam) ‏ وبيرسيبايا سورابايا وPachanga Diliman F.C. ‏ وQuality Distributors ‏.

## وصلات خارجية
- جايسون كانليف على موقع قاعدة بيانات كرة القدم.إي يو (الإنجليزية)
- جايسون كانليف على موقع ناشيونال فوتبول تيمز (الإنجليزية)
- جايسون كانليف على موقع Soccerway.com (الإنجليزية)
- جايسون كانليف على موقع عالم كرة القدم.نت (الإنجليزية)